# Neochera fuscipennis
Neochera fuscipennis är en fjärilsart som beskrevs av Rothschild 1896. Neochera fuscipennis ingår i släktet Neochera och familjen nattflyn. Inga underarter finns listade i Catalogue of Life.